# Gelis obscuripes
Gelis obscuripes är en stekelart som beskrevs av Horstmann 1986. Gelis obscuripes ingår i släktet Gelis och familjen brokparasitsteklar. Inga underarter finns listade i Catalogue of Life.